# 总谐波失真
总谐波失真（total harmonic distortion, THD）是電氣信号谐波失真的一项指标，常見的定義方式表达为所有諧波成分功率之和与基本频率信号功率的比值。有時也會用失真因素（Distortion factor）來表示。总谐波失真越大，表示谐波成份的比例越大。
较低的总谐波失真使得音响、电子放大器或麦克风等设备产生更加精确、较少谐波、与原始采样信号接近的输出信号。
在無線通訊系統中，較低的总谐波失真表示訊號傳送時，比較不會干擾其他的電子設備。而且在頻譜共享（spectrum sharing）及频谱感知（spectrum sensing）的應用中，所發射無線電訊號的失真是嚴重的問題。
在電力系統中，較低的总谐波失真表示其峰值電流、發熱、能耗以及馬達鐵損比較少。

## 定義及例子
針對輸入及輸出的系統（例如音響放大器），最單純的假設是传递函数為线性时不变的理想系統，此時輸出信號的大小及相位可能和輸入信號不同，但其頻率不變。
若訊號通過的是非線性、非理想的系統，輸出除了原有的頻率外，會出現其他的諧波頻率，而总谐波失真就是描述這些谐波成份比例的工具。
若原始弦波信號的「乾淨程度」（也就是原始頻率能量相對諧波頻率能量的比例），其量測一般會定義為谐波頻率的均方根振幅，除以基本頻率（第一諧波）振幅的比例
{\displaystyle \mathrm {THD_{F}} \,=\,{\frac {\sqrt {V_{2}^{2}+V_{3}^{2}+V_{4}^{2}+\cdots }}{V_{1}}}}
其中Vn是n次諧波的RMS電壓，而n = 1 即為基本頻率。
若諧波RMS電壓大於基頻電壓時，THD有可能超過100%。
實務上，THDF常用在音響失真量的規格中（THD百分比）。不過THD不是標準化的規格，不同製造商的結果也不容易互相比較。因為量測的是個別的諧波振幅，因此需要製造商揭露其測試信號的頻率範圍、準位及增益條件，以及量測的信號數量。有可能是用掃頻的方式量測20–20 kHz的頻段。
总谐波失真的計算是在特定條件下，量測設備的輸出。总谐波失真一般會用百分比或是分貝，以基頻為準，描述谐波所佔的比例。
另外一種算法是在分母考慮基頻以及諧波的成分，不過較不鼓勵使用此定義：
{\displaystyle \mathrm {THD_{R}} \,=\,{\frac {\sqrt {V_{2}^{2}+V_{3}^{2}+V_{4}^{2}+\cdots }}{\sqrt {V_{1}^{2}+V_{2}^{2}+V_{3}^{2}+\cdots }}}\,=\,{\frac {\mathrm {THD_{F}} }{\sqrt {1+\mathrm {THD} _{\mathrm {F} }^{2}}}}}
這二種算法可以用THDF（分母為基頻）及THDR（分母為均方根值）來識別。THDR不會超過100%。若是諧波成份不高，這二種算法的差異很小，可以省略，例如THDF為10%的信號，其THDR也很接近，為9.95%。不過若是諧波成份很高，兩者差異就很大，例如THDF為266%的信號，其THDR為94%。純方波有無限次的諧波，其THDF為48.3%，而THDR為43.5%。
有些文獻會用「失真因素」來作為THDR的同義詞，不過也有些會用來表示THDF。

## THD+N
THD+N代表总谐波失真再加上雜訊。相較於THD，此量測比較容易在不同的設備之間比較。一般是輸入正弦曲線，將輸出經過带阻滤波器，再比較輸出信號本身和沒有弦波成份輸出信號之間的比例：
{\displaystyle \mathrm {THD\!\!+\!\!N} ={\frac {\displaystyle \sum _{n=2}^{\infty }{\text{harmonics}}+{\text{noise}}}{\text{fundamental}}}}
THD+N類似THD，都是均方根值振幅的比值，也可以用THDF（分母是計算後的基頻振幅）或THDR（以總信號為分母）計算，後者比較常用。例如，音響精密量測會用THDR。
有意義的量測資訊需要包括量測的带宽。量測除了谐波失真外，也會包括接地迴路的電源線噪音、高頻干擾、高頻和基頻之間交调失真等雜訊來源。若是針對心理聲學的量測，會配合像A加權或ITU-R BS.468的加權曲線，會強調人耳可以聽到的聲音，讓相關的分析更加準確。
針對相同的輸入頻率及振幅，THD+N是SINAD的倒數，前提是二個量測都是在相同的帶寛下進行。

## 量測
波形相對弦波的扭曲程度可以用THD分析儀，將信號用傅里叶分析分解成基頻及諧波成份。並且計算各諧波相對於基頻的比例。或是用带阻滤波器濾掉基頻，再量測過濾後的信號，即為各諧波成份的加總。
若有弦波產生器，可以產生固有失真低的弦波，可以以此為輸入送到放大設備中，再量測輸出信號各諧波的分量，也可以計算总谐波失真。
有電子設備可以同時產生弦波並且量測失真，不過通用的電腦配合声卡，就可以用特定的軟體進行諧波分析。可以用不同的軟體來產生弦波，不過其固有失真太高，不適合量測低失真的放大機。

### 詮釋
在許多的應用中，各谐波成份不是等效的。例如在总谐波失真中，相同THD的交调失真要比削波失真（clipping distortion）更容易聽到，因為其谐波的頻率較高，基頻的掩蔽效应無法蓋過該諧波。單一的THD數字無法代表特定聲音的可聽性，需要更多資料加以分析。量測不同輸出下THD的可以分辨失真屬於削波失真（隨音量而增加）或是交调失真（隨音量而減少）。

## 例子
對於許多常見的信號，可以找到其总谐波失真的解析解，例如方波的THDF 為
{\displaystyle \mathrm {THD_{F}} \,=\,{\sqrt {{\frac {\,\pi ^{2}}{8}}-1\,}}\approx \,0.483\,=\,48.3\%}
锯齿波的THDF則是
{\displaystyle \mathrm {THD_{F}} \,=\,{\sqrt {{\frac {\,\pi ^{2}}{6}}-1\,}}\approx \,0.803\,=\,80.3\%}
對稱的三角波THDF為
{\displaystyle \mathrm {THD_{F}} \,=\,{\sqrt {{\frac {\,\pi ^{4}}{96}}-1\,}}\approx \,0.121\,=\,12.1\%}
占空比μ的方波脈波，其THDF為
{\displaystyle \mathrm {THD_{F}} \,(\mu )={\sqrt {{\frac {\mu (1-\mu )\pi ^{2}\,}{2\sin ^{2}\pi \mu }}-1\;}}\,,\qquad 0<\mu <1}
若方波脈波對稱（μ=0.5），THDF有最小值（≈0.483），也就是純方波的THDF。將訊號經過過適當的濾波可以使其总谐波失真大幅下降。例如方波若用二階巴特沃斯滤波器濾波（截止頻率等於基頻），其THDF可降到5.3%，若用四階巴特沃斯滤波器濾波，THDF為0.6%。不過若是複雜的信號或是複雜的濾波器，要找解析解並不容易，要計算其結果也很不容易。例如锯齿波用一階巴特沃斯滤波器濾波後，其THDF為
{\displaystyle \mathrm {THD_{F}} \,=\,{\sqrt {{\frac {\,\pi ^{2}}{3}}-\pi \coth \pi \,}}\,\approx \,0.370\,=\,37.0\%}
若用二階巴特沃斯滤波器濾波後，會得到更複雜的式子
{\displaystyle \mathrm {THD_{F}} \,={\sqrt {\pi \,{\frac {\;\cot {\dfrac {\pi }{\sqrt {2\,}}}\cdot \coth ^{2\!}{\dfrac {\pi }{\sqrt {2\,}}}-\cot ^{2\!}{\dfrac {\pi }{\sqrt {2\,}}}\cdot \coth {\dfrac {\pi }{\sqrt {2\,}}}-\cot {\dfrac {\pi }{\sqrt {2\,}}}-\coth {\dfrac {\pi }{\sqrt {2\,}}}\;}{{\sqrt {2\,}}\left(\!\cot ^{2\!}{\dfrac {\pi }{\sqrt {2\,}}}+\coth ^{2\!}{\dfrac {\pi }{\sqrt {2\,}}}\!\right)}}\,+\,{\frac {\,\pi ^{2}}{3}}\,-\,1\;}}\;\approx \;0.181\,=\,18.1\%}
而脈波用p階巴特沃斯滤波器濾波後的解析解更加複雜，式子如下
{\displaystyle \mathrm {THD_{F}} \,(\mu ,p)=\csc \pi \mu \,\cdot \!{\sqrt {\mu (1-\mu )\pi ^{2}-\,\sin ^{2}\!\pi \mu \,-\,{\frac {\,\pi }{2}}\sum _{s=1}^{2p}{\frac {\cot \pi z_{s}}{z_{s}^{2}}}\prod \limits _{\scriptstyle l=1 \atop \scriptstyle l\neq s}^{2p}\!{\frac {1}{\,z_{s}-z_{l}\,}}\,+\,{\frac {\,\pi }{2}}\,\mathrm {Re} \sum _{s=1}^{2p}{\frac {e^{i\pi z_{s}(2\mu -1)}}{z_{s}^{2}\sin \pi z_{s}}}\prod \limits _{\scriptstyle l=1 \atop \scriptstyle l\neq s}^{2p}\!{\frac {1}{\,z_{s}-z_{l}\,}}\,}}}
其中μ為占空比, 0<μ<1，而且 
{\displaystyle z_{l}\equiv \exp {\frac {i\pi (2l-1)}{2p}}\,,\qquad l=1,2,\ldots ,2p}
中有更多的細節說明。